# Matteo Ferrari
Matteo Ferrari, italijanski nogometaš, * 5. december 1979, Aflou, Alžirija.
Sodeloval je na nogometnemu delu poletnih olimpijskih iger leta 2004.